# Софія Кароліна Марія Брауншвейг-Вольфенбюттельська
Софія Кароліна Марія Брауншвейг-Вольфенбюттельська (нім. Sophie Caroline Marie von Braunschweig-Wolfenbüttel, 10 жовтня 1737 — 22 грудня 1817) — брауншвейзька принцеса з династії Вельфів, донька герцога Брауншвейг-Люнебургу князя Брауншвейг-Вольфенбюттелю Карла I та прусської принцеси Філіпіни Шарлотти, дружина маркграфа Бранденбург-Байройту Фрідріха III.

## Біографія
Народилась 10 жовтня 1737 року у Вольфенбюттелі. Була третьою дитиною та старшою донькою в родині герцога Брауншвейг-Люнебергу князя Брауншвейг-Вольфенбюттелю Карла I та його дружини Філіпіни Шарлотти Прусської. Мала старших братів Карла та Георга, який помер за два місяці після її народження. Згодом сімейство поповнилося десятьма молодшими дітьми, з яких семеро досягли дорослого віку.

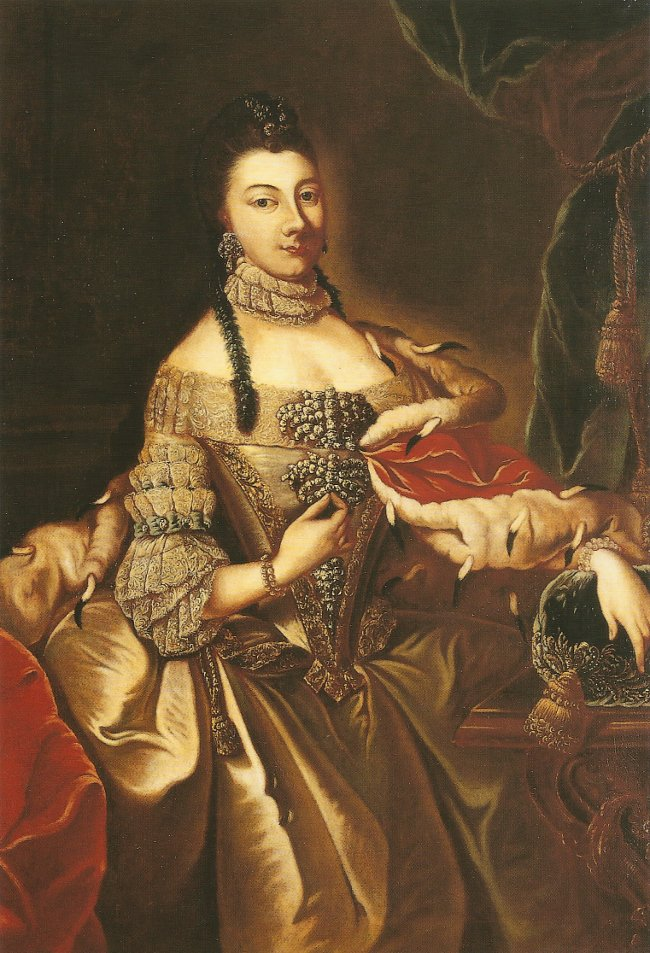
Портрет М. Г. Шнюрера, близько 1760

1753 року король Великої Британії Георг II, у спробі покращити дипломатичні відносини з Пруссією, сподівався одружити свого онука та спадкоємця Георга з Софією Кароліною Марією, оскільки вона була небогою Фрідріха II. Британський монарх потребував прусські війська, аби компенсувати союз, який виник між Англією та Францією. Однак, матір принца, Августа Саксен-Гота-Альтенбурзька, завадила цьому наміру, що викликало ще більше напруження у британській королівській родині. Жінка хотіла оженити сина з власною небогою Фредерікою, сам Георг також був проти шлюбу з брауншвейзькою принцесою. Зрештою, вступивши на престол, 1760 року він узяв за дружину принцесу Мекленбург-Штреліцьку Шарлотту, що походила з незначної німецької держави.
20 вересня 1759 року Софія Кароліна Марія, якій невдовзі виповнювалося 22, узяла шлюб із 48-річним маркграфом Бранденбург-Байройту Фрідріхом III. Вінчання пройшло у Брауншвейзі. Наречений був удівцем, за рік до цього він втратив першу дружину, яка доводилась нареченій рідною тіткою. Їхня доросла донька вже була одруженою, однак мешкала окремо від чоловіка у Нойштадті-на-Айші. Спільних дітей у подружжя не було.
З нагоди весілля у Байройті був побудований ще один комедійний будинок (наразі не існує). Також для Софії Кароліни Марії був зведений окремий Італійський палац поблизу Нового Байройтського замку. Пізніше його поєднали з південним замковим крилом. Окрім цього, маркграф подарував молодій дружині замок Кольмдорф на околиці Байройту, який раніше належав Ердмуті Софії Саксонській, змінивши його назву на Кароліненруе.

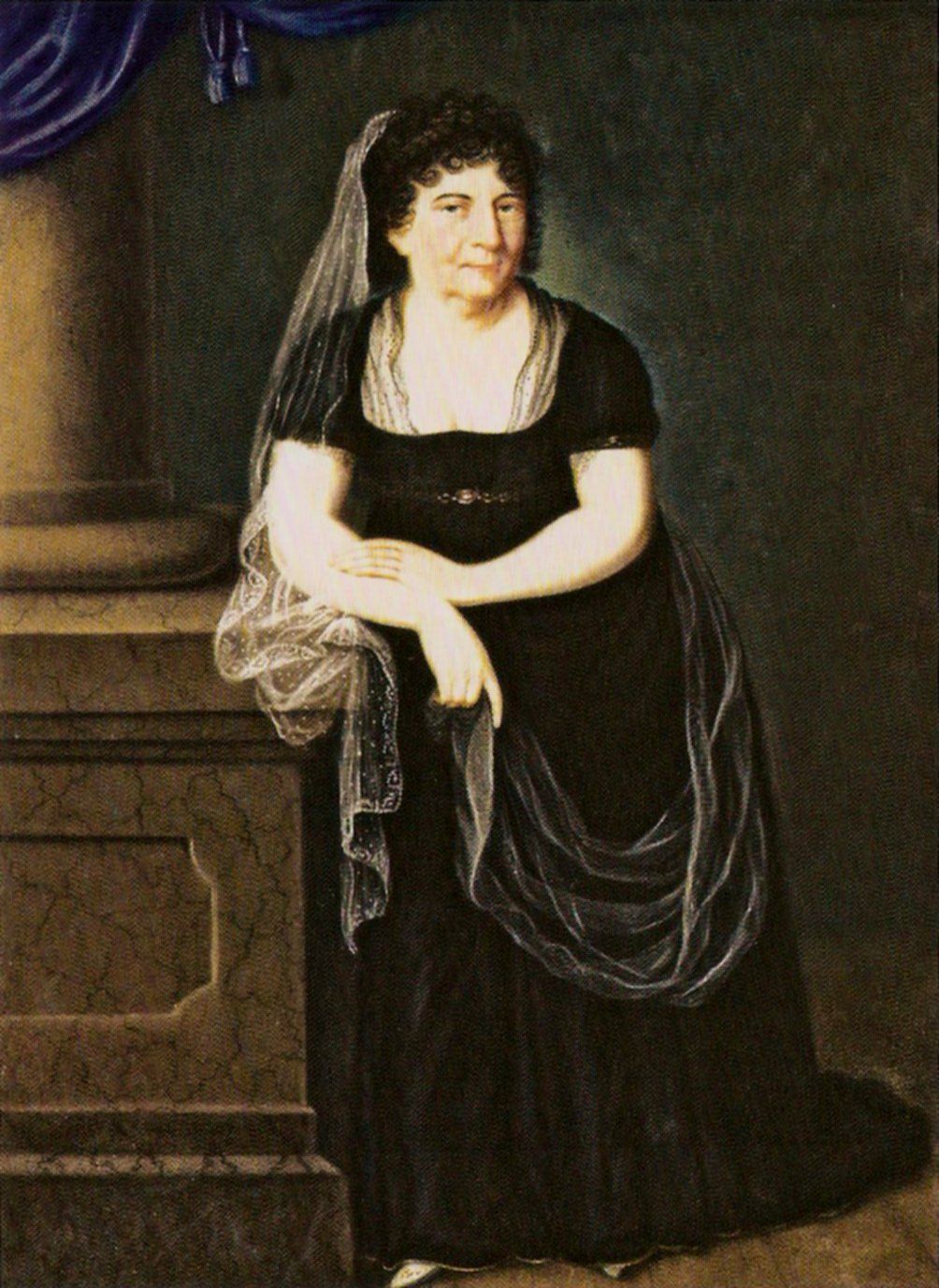
Портрет невідомого автора, близько 1805

У лютому 1763 року Фрідріх III помер. Байройт перейшов до його дядька Фрідріха Крістіана, а у 1769 році — до Карла Александра Бранденбург-Ансбахського.
Софія Кароліна Марія другого шлюбу не брала. Своєю резиденцією вона обрала Ерланген, де мешкала від січня 1764 року до кінця життя, отримавши прізвисько «Ерлангенська маркграфиня». Її двір нараховував близько 40 осіб. Багато подорожувала. Щорічно жертвувала 4000 гульденів бідним міста. Протегувала Ерлангенському університету, брала участь у музичному та театральному житті міста, запрошуючи пересувні театри. У своєму замку приймала вельможних гостей, у тому числі, двічі — короля Пруссії Фрідріха Вільгельма II. Місцеві професори представляли Софії Кароліні Марії свої останні наукові відкриття, і, навіть, демонстрували експерименти. Студенти-аристократи регулярно столовалися в її замку.
У 1792 році Байройт відійшов Пруссії, а у 1810 році — був проданий Баварії за 15 мільйонів франків. Баварська адміністрація конфіскувала частину майна Софії Кароліни Марії. У 1814 повністю згорів Ерлангенський замок, що змусило маркграфиню переїхати до сусіднього палацу Штуттерхайм. Від первісного інтер'єру замку нічого не збереглося. Останні роки жінка провела у Штуттерхаймі.
Пішла з життя 22 грудня 1817 року в Ерлангені. Згідно її бажання, була похована у крипті місцевої Нойштадтської церкви.
Замок та господарські будівлі у своєму заповіті відказала Ерлангенському університету. Свою бібліотеку також заповіла університетській бібліотеці. Наразі в конференц-залі зберігається близько 700 томів, інші розподілені між бібліотечними фондами.